# Уильям I де Бошан из Элмли
Уильям I де Бошан из Элмли (англ. William de Beauchamp; 1100-е — 1170) — английский землевладелец, феодальный барон Салварпа с 1130/1131, шериф Вустершира в 1139 — 1140-х, 1155—1170 годах, королевский констебль в 1139—1141 годах, помощник шерифа Глостершира в 1156—1157 годах, шериф Глостершира в 1157—1163 годах, шериф Уорикшира в 1158—1159 и шериф Херефордшира в 1160—1167 годах, сын Уолтера I де Бошана и Эммелин д’Абето. Во время гражданской войны в Англии первоначально был на стороне Стефана Блуаского, но затем перешёл на сторону императрицы Матильды, которая подтвердила все пожалования Генриха I, сделанных его отцу и деду. Во время правления Генриха II Плантагенета занимал ряд административных должностей, но в 1170 году был уличён в злоупотреблении положением на должности шерифа Вустершира и с неё смещён, а вскоре после этого умер. Должность в итоге была возвращена только его сыну в 1190 году.

## Происхождение
Уильям происходил из рода Бошанов из Элмли (Вустершира). Вероятно, что их родовое прозвание, Бошан (от фр. beau champ — «красивое поле»), произошло от названия владений предков в Нормандии. В латинских источниках представители Бошанов указывались с родовым прозванием «Белло-кампо» (de Bello campo) от латинского названия фамилии (лат. campus bellus). Джон Гораций Раунд предполагал, что Бошаны происходили из Кальвадоса.
Отцом Уильяма был Уолтер I де Бошан, один из «новых людей» английского короля Генриха I, королевский чиновник и администратор при королевском дворе. Благодаря браку с Эммелин д’Абето, дочерью Урса д’Абето, шерифа Вустершира, в 1110-е годы получил он приобрёл владения в Вустершире, конфискованные у брата жены, после чего занял в графстве доминирующее положение. Кроме того, он получил должность шерифа Вустершира, ставшую в итоге наследственной. Его владения составили феодальную баронию Салварп. В этом браке родилось несколько сыновей, старшим из которых был Уильям.

## Биография
Уильям родился в 1100-е годы. В 1130 или 1131 году наследовал владения отца, будучи уже совершеннолетним. В состав этих земель входили владения Урса д’Абето и половина владений Роберта Деспенсера, брата Урса. Кроме того, Уильям женился на Берте де Браоз, дочери Уильяма де Браоза, 3-го барона Брамбера, одного из баронов Валлийской марки. В качестве приданого он получил земли, включающие 3 поселения в южном Глостершире.
Хотя Уильям и наследовал отцовские владения, его не утвердили на должности шерифа Вустершира. Её он получил только около 1139 года. При этом нет никаких свидетельств, чтобы Уильям находился при дворе короля Стефана Блуаского. После того как во время гражданской войны констебль Миль Глостерский перешёл на сторону императрицы Матильды, соперницы Стефана в борьбе за трон, последний около 30 ноября 1139 года назначил констеблем Уильяма. В конце июля 1141 года Матильда утвердила Бошана должности шерифа Вустершира с сохранением за ним контроля над королевскими лесами графства и констебля и подтвердила за ним все пожалования, которые были сделаны королём Генрихом I Урсу д’Абето и Уолтеру де Бошану. При этом неизвестно, подтверждались ли Уильяму эти пожалования Генрихом I и Стефаном. С лета 1141 и до 1144 года Уильям иногда появлялся в окружении Матильды. В апреле же 1149 года он указывается в качестве сторонника её сына, будущего короля Генриха II Плантагенета.
В Вустершире Уильяму приходилось подчиняться Галерану де Бомону, который в 1140-х годах носил титул графа Вустера. В документах граф обращался к Бошану, называя его «сын» (лат. filius). При этом Вустерский замок в качестве констебля контролировал именно Уильям, однако граф и шериф, судя по всему, достигли компромисса, по которому Галеран удерживал город, а Уильям — замок. В 1150 или 1151 году Вустер был захвачен людьми Стефана. Позже чего люди графа Вустера, которых возглавлял Ральф де Мандевиль, захватили замок, а Бошана посадили в заключение. Роджер, граф Херефорд убедил короля осадить Вустер, чтобы тот передал замок ему, однако удачи они не добились.
После восшествия на престол Генриха II Уильям сохранил своё положение, занимая ряд должностей в королевской администрации. Он был шерифом Вустершира в 1155—1170 годах, помощником шерифа Глостершира в 1156—1157 годах и шерифом Глостершира в 1157—1163 годах, шерифом Уорикшира в 1158—1159 и шерифом Херефордшира в 1160—1167 годах. В 1170 году было проведено расследование деятельности шерифов, в результате которого Уильям был уличён в злоупотреблении служебным положением на посту шерифа Вустершира, в результате которого он был с этого поста смещён. Должность была возвращена только его наследнику в 1190 году.
Между Уильямом и членами рода Мармионов существовал конфликт из-за владения замком и баронией Тамуэрт. В своё время этот замок принадлежал Роберту Деспенсеру, владения которого в итоге были разделены между Бошанами и Мармионами, что в итоге привело к длительному спору. В 1141 году императрица Матильда передала замок Тамуэрт Уильяму, хотя в предыдущие десятилетия до этого им владели Мармионы. Спор был урегулирова только после того, как Роберт II Мармион женился на Матильде, дочери Уильяма.
Согласно хартии Уильяма, датированной 1166 годом, где он перечисляет своих арендаторов, владевших землями на условиях, установленных в 1135 году, он мог выставлять со своих владений 16 рыцарей. Однако, как заявил Бошан, ни он, ни его предшественники никогда не были должниками короны и поэтому выставляли по призыву не более 7 рыцарей. Его потомки держались этой цифры.
Уильям умер в 1170 году — вскоре после того как был смещён с должности шерифа. Ранее он подтвердил, что его отец предоставил монастырю Вустерского собора землю и десятину. Его похоронили у входа в дом капитула собора. Наследовал Уильяму старший сын Уильям II.

## Брак и дети
Жена: Берта де Браоз, дочь Уильяма де Браоза, 3-го барона Брамбера, и Берты Глостерской. Дети:
- Уильям II де Бошан из Элмли (умер в 1197)[8][13].
- Джон де Бошан[8][13].
- Питер де Бошан (умер после 1194/1195)[8][13].
- Роберт де Бошан (умер после 1209)[8][13].
- Уолтер де Бошан[8][13].
- Эмма де Бошан (умерла после сентября 1192); муж: Ральф де Садли (умер до 29 сентября 1192)[8][13].
- Матильда де Бошан; муж: Роберт II Мармион[8].